# Chappal Waddi
Chappal Waddi je nejvyšší horou Nigérie, která měří 2419 m n. m. Nachází se v nigerijském státě Taraba při hranicích s Kamerunem v národní rezervaci Gashaka Forest Reserve. Chappal Waddi je někdy uváděna jako nejvyšší hora západní Afriky (v závislosti na definici západní Afriky).